# Rue Messier
Ne doit pas être confondu avec Rue Messier (Montréal).
La rue Messier est une voie située dans le quartier du Montparnasse du 14e arrondissement de Paris, en France.

## Situation et accès
La rue Messier est accessible par la ligne 6 à la station Saint-Jacques.

## Origine du nom
Le nom de la rue fait référence à l'astronome Charles Messier.

## Historique
Ouverte en 1864, la voie prend le nom de « rue Charles-Messier », par décret du 2 mars 1867.

## Bâtiments remarquables et lieux de mémoire

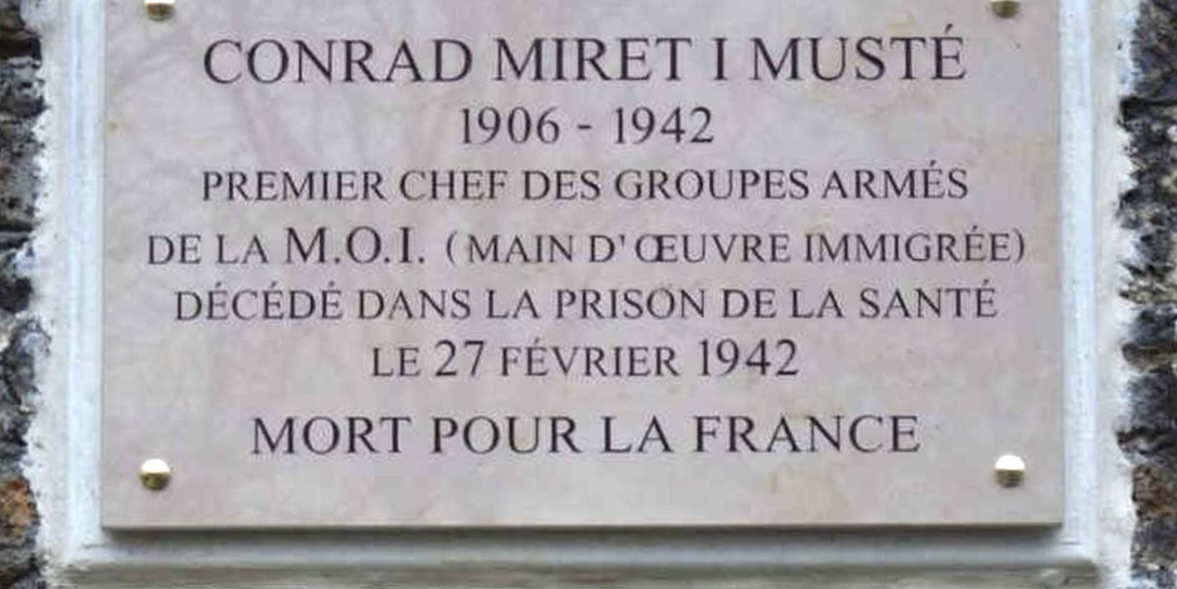
Plaque.

- La rue constitue l'accès principal des visiteurs à la prison de la Santé.
- À l'angle avec le boulevard Arago est apposée une plaque commémorative en hommage au résistant Conrad Miret i Musté[1].